# Gessopalena
Gessopalena (Lu Jesse in abruzzese) è un comune italiano di 1 145 abitanti della provincia di Chieti in Abruzzo. Fa parte della Comunità montana Aventino-Medio Sangro.

## Geografia fisica

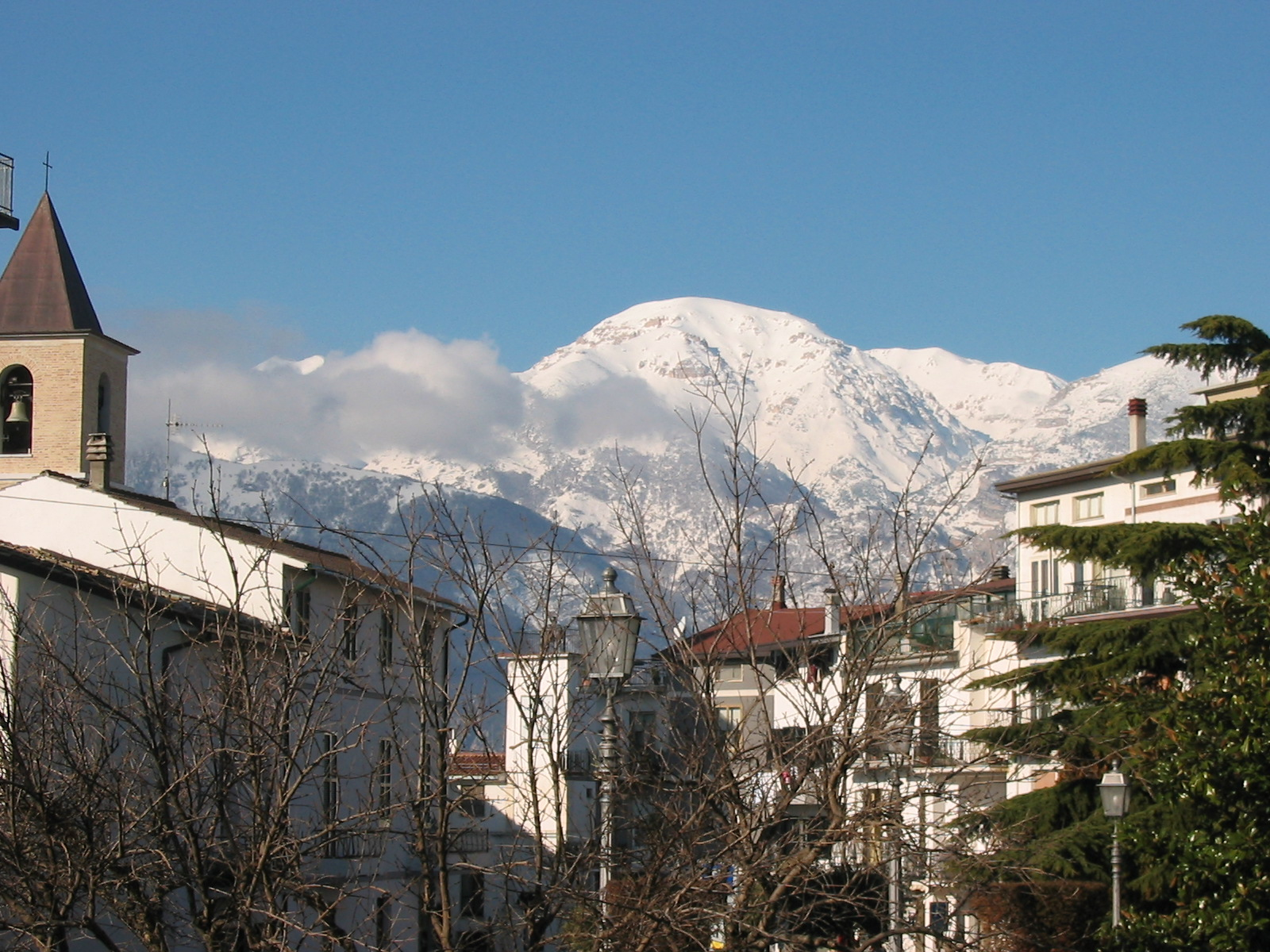
Vista da Gessopalena

Il territorio di Gessopalena si estende per 31,4 km² in un'area di aspri rilievi collinari, alle pendici del massiccio della Maiella. Nei pressi dell'abitato scorrono diversi corsi d'acqua, tra i quali vanno ricordati il fiume Aventino, ed i torrenti Rio Secco, Mazzetta, Cesa e San Giusto.  Nelle campagne che circondano l'abitato emerge un affioramento calcareo chiamato La Morgia, che raggiunge gli 827 m s.l.m., dove è possibile ammirare un'importante scultura dell'artista greco Costas Varotsos.
La sua altimetria varia dai 237 m s.l.m., in contrada Castellana, agli 853 m s.l.m., raggiunti a Monte San Giuliano, per un'escursione altimetrica complessiva pari a 616 metri. Il centro cittadino è situato a 654 m s.l.m.
La parte più antica di Gessopalena, di origine altomedievale, si erge su uno sperone gessoso che domina la valle dell'Aventino. A partire dal XIX secolo il borgo è stato progressivamente abbandonato, ed ha cominciato a prendere forma il nuovo centro abitato, disposto ad anfiteatro, le cui attuali direttrici di espansione sono lungo la Via Peligna, a sud, verso Torricella Peligna, e a nord in direzione di Casoli.

## Origini del nome
Storicamente i nomi del paese sono stati molti, ma, tuttavia, hanno sempre conservato la peculiarità geologica del territorio: il Gesso.
Non è ancora pervenuto il nome sannitico di Gessopalena. I Sanniti Carricini erano già insediati in età antichissima. Non è ben chiaro se vi fossero Carricini supernates o fossero Carricini infernates. Le Mura Megalitiche presenti a Monte san Giuliano fanno sospettare la presenza d'un importante insediamento strategico.
In epoca romana il toponimo era Terræ gypsi. Nell'alto medioevo: Gisso de domo. Dal basso medioevo semplicemente Gesso, ma non era l'unico paese nel chietino ad avere questo nome: anche l'attuale Gissi. Per distinguerle si utilizzarono le espressioni: Gesso prope Palenam ("Gesso vicino Palena") e Gesso prope Vastum ("Gesso vicino Vasto"). Col tempo Gesso vicino Palena mutuò con il semplice suffisso "-palena", quindi Gessopalena.
Gli autoctoni gessani, comunque, continuano a chiamarla semplicemente "Gesso".
In dialetto gessano arcaico il toponimo era "La Jps", in dialetto moderno "Lu Jesse".

## Storia

### Età preromana e romana
I numerosi reperti riferiti a quest'età, affiorati nelle contrade, testimoniano che l'area ospitò sin dall'antichità importanti insediamenti abitativi. In località Monte San Giuliano sono stati ritrovati resti di mura megalitiche di epoca preromana, che costituivano parte del sistema difensivo dei Carricini. Altre testimonianze sono reperibili nelle contrade Collomero e Pia' Nicola.
Durante la costruzione della via Peligna, venne ritrovata una statua raffigurante una sfinge.

### Dal Medioevo all'epoca moderna

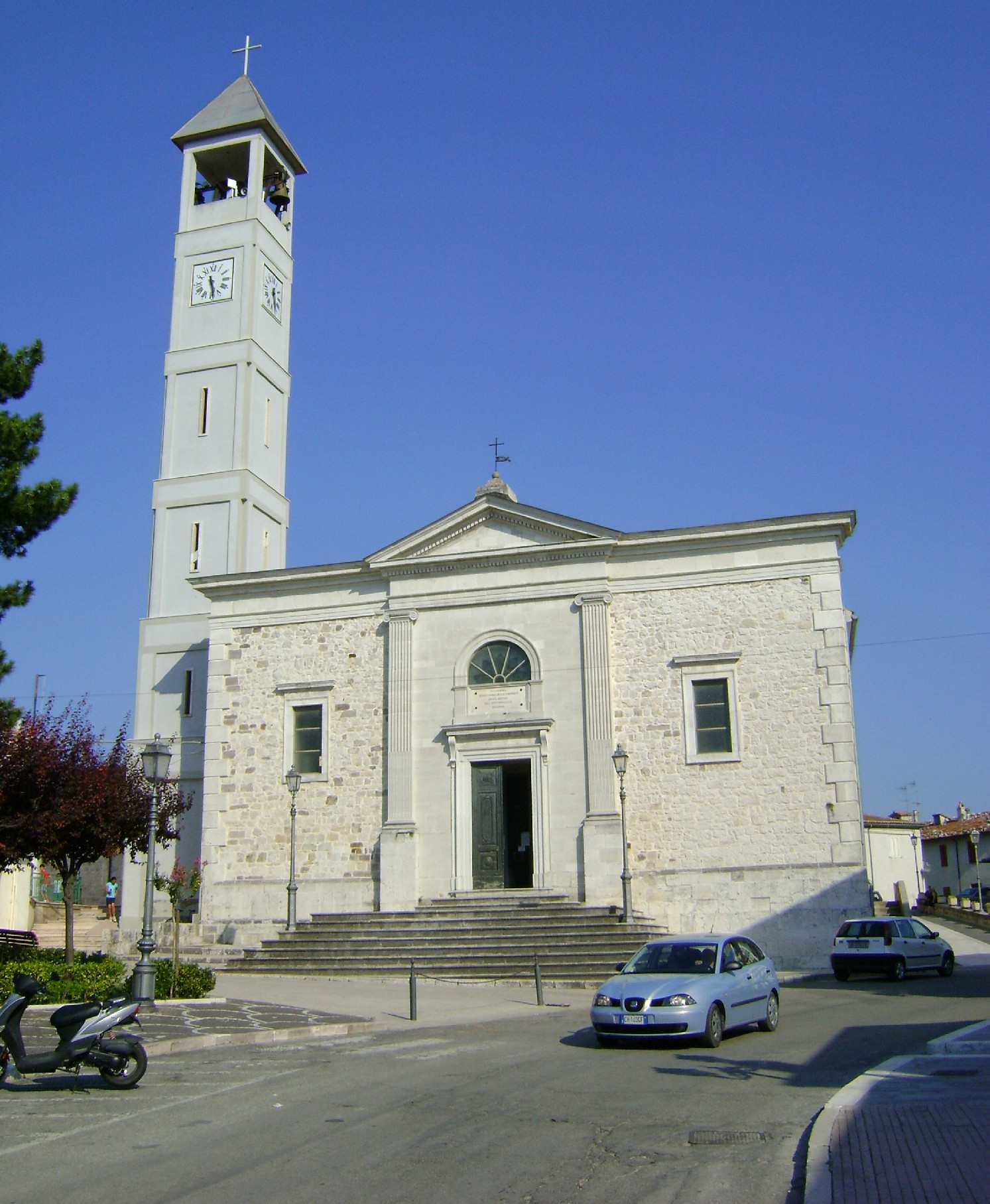
Chiesa della Madonna dei Raccomandati

Il primo documento che narra dell'esistenza del paese risulta nel Memoratorium dell'abate Bertario di Montecassino, documento in cui vengono citati i feudi di Montecassino siti tra il Sangro e l'Aventino tra cui il Castellum de Gessi. Nel 1059, in una bolla di Nicolò II, cita il paese come Gipso de Domo, ed in particolare parlava della pieve di Santa Maria che corrisponde all'attuale Chiesa di Santa Maria Maggiore. Ad ogni modo il nucleo originario del castello corrispondeva all'attuale località di Valle Sorda, in cui nell'XI secolo esisteva la scomparsa chiesa di S. Nicola di Vallesorda appunto, donata nel 1081 dal Conte di Sangro Gualtieri, figlio di Borrello il Vecchio, al Monastero di S. Pietro dell'Avellana. Successivamente, nel 1327 Roberto da Salle fondò, o restaurò, il convento di San Giovanni Battista. Alla fine del trecento nel paese vi fu una pestilenza.
In seguito, quando il paese passò alla Contea di Palena fondata da Ferdinando d'Aragona, il paese passò a Matteo di Capua e, quindi, ai suoi discendenti. In seguito si susseguirono varie altre signorie: i Finamore, i Tozzi, i Persiani, i Turchi ed i Pellicciotti. Nel 1706 il paese fu gravemente colpito dal terremoto della Maiella. Con l'estinzione del feudalesimo nel 1806 si cercarono vari appezzamenti di terra da coltivare tra dei boschi da smantellare, mentre precedentemente, nel Seicento, i mestieri nobili (o "arti nobili") che si svilupparono nel paese abruzzese furono "Avvocato" e "Notaio", di cui gli esponenti di spicco di questi due mestieri sono le famiglie Sirolli e Del Peschio, di fatto, tra il 1580 ed il 1873, il paese ebbe un numero molto alto di notai, ventiquattro, preceduta come numero di notai in tutto l'Abruzzo Citeriore solamente da Chieti, Lanciano, Vasto ed Atessa.
Nel 1816 Gessopalena fu inclusa nella nuova ripartizione territoriale francese, del distretto di Lanciano, e vi rimase sino al 1861, quando fu inclusa nella provincia di Chieti, mantenendo la dignità di comune autonomo. Rimarrà nella provincia anche dopo la costituzione della regione Abruzzi e Molise nel 1948, e poi nel 1963. Nel 1933 Gessopalena, insieme ai comuni limitrofi di Lama dei Peligni, Torricella Peligna, Palena, fu colpita da un terremoto verificatosi al centro della Maiella, e riportò gravi danni al centro antico.

### Seconda guerra mondiale
La città fu raggiunta nel tardo dicembre '43 dai nazisti, che operarono la tecnica spietata della "terra bruciata". Gessopalena in quel tempo era separata in due centri: Terravecchia e borgo Sant'Agata, il primo posto da una parte sullo sperone roccioso, e l'altro e in fondo alla valle.

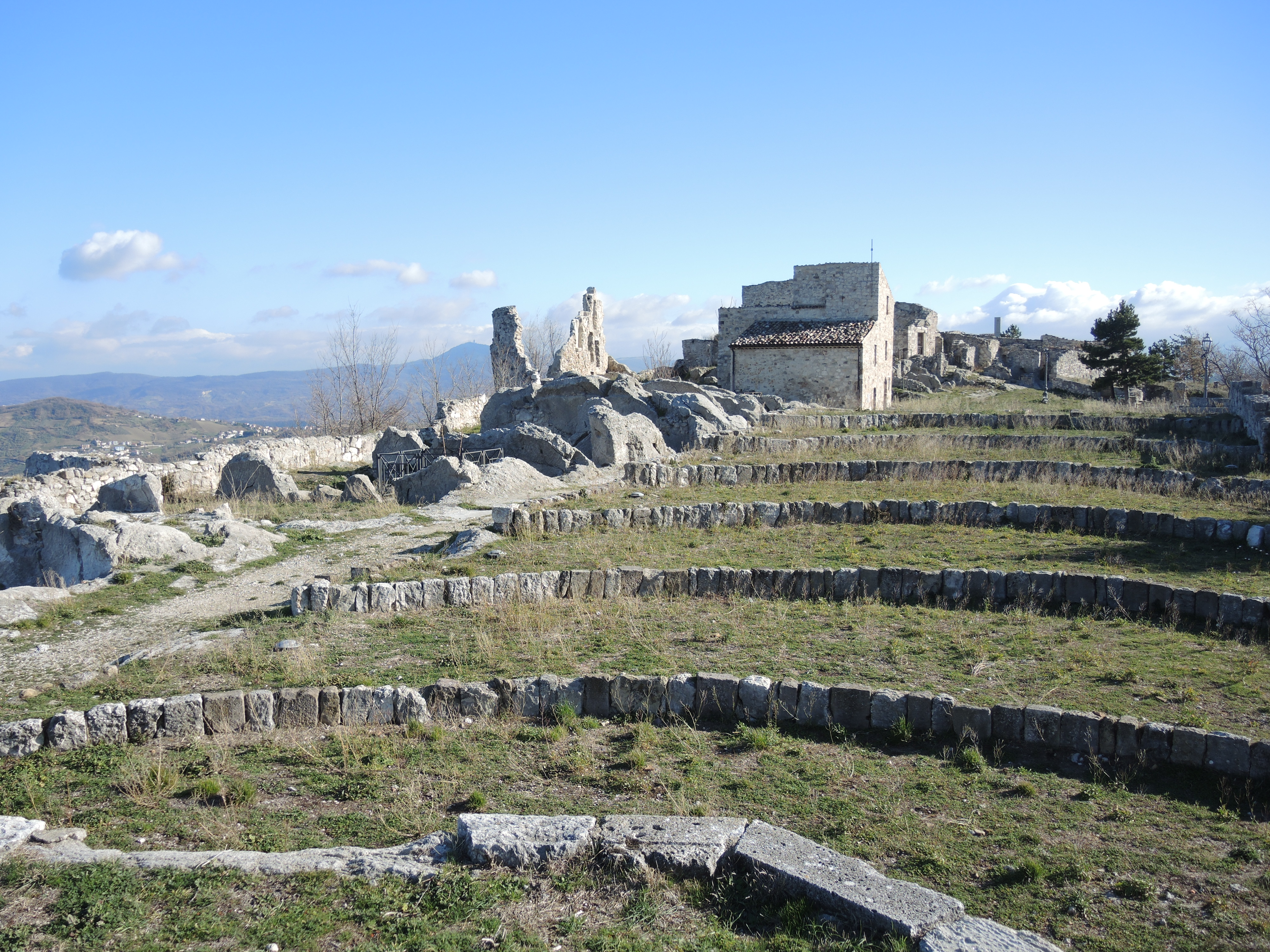
Rovine del paese vecchio di Gessopalena

Questo centro era uno dei paesi "cuscinetto" della zona del Sangro-Aventino, che separavano le operazioni militari dell'Adriatico da quelle della Maiella. Gessopalena venne occupata dai tedeschi nell'ottobre 1943, installandosi in case private, sostanzialmente quelle delle storiche famiglie che governarono la città, nel rione Terravecchia-Castello. Gli abitanti preferirono sfollare nelle campagne, portandosi anche il bestiame dalle masserie, temendo razzie. Nel paese rimasero solamente donne, vecchi e bambini, a fine novembre la guarnigione tedesca si allontanò dal paese, facendo saltare la strada che collegava Gessopalena a Torricella. Il 4 dicembre alcuni soldati rientrarono con un camion e consegnarono al podestà l'ordine di evacuare il centro, al grido di "Gessopalena kaput!", ossia il paese sarebbe stato minato.
La direzione indicata per gli sfollati era la città di Sulmona, e per gli impossibilitati a camminare, sarebbe stato offerto soccorso dagli stessi tedeschi sui camion. Gli abitanti tentarono di salvare il possibile, ma avendo così poco tempo per scappare, presero poche cose, e si allontanarono verso i casali di campagna. Gessopalena, già danneggiata dal recente terremoto della Maiella del 1933, insieme ai vicini centri di Torricella, Palena, Taranta e Lama, nella notte tra il 4 e il 5 dicembre venne fatta saltare in aria casa per casa, sotto gli occhi commossi dei civili.
Ci sono varie storie e testimonianze dei civili che hanno vissuto in prima persona la demolizione tattica del paese: si ricorda l'episodio della madre del maggiore Domenico Troilo, secondo comandante principale della Brigata Maiella, che perse la vita mentre si attardava a racimolare altre provviste nella sua casa. Domenico rimase intrappolato sotto le macerie con la madre, ma solo lui sopravvisse, e immediatamente si organizzò con i civili superstiti per organizzare un gruppo militare di liberazione simile a alla Banda della Maiella di Casoli.
La sera del 5 dicembre arrivò a Casoli un consistente numero di soldati alleati che si installò nella contrada Mandre di Sarre, e che da lì raggiunse Gessopalena il 6 dicembre, scontrandosi con delle truppe tedesche, che tornava verso il paese a completare la distruzione. La battaglia cruenta provocò due morti tedeschi, e l'abbandono definitivo del paese in mani alleate. Gli inglesi si stabilirono nel quartier generale, cercando di far tornare la vita a Gessopalena, nonostante la distruzione di quasi mezzo paese. I tedeschi tuttavia, ritiratisi più sopra a Torricella Peligna, da dove avevano un punto di controllo a 360° della vallata sottostante, cannoneggiarono a più riprese il paese, ancor più per danneggiare psicologicamente i civili già provati dalla distruzione del paese, delle loro case, e dalla perdita di vite umane, piuttosto che per danneggiare ciò che rimaneva di Gessopalena.
Il 21 gennaio 1944 la violenza degli occupanti esplose drammaticamente quando nelle contrade gessane si erano trasferiti alcuni sfollati di Torricella, che avevano trovato ospitalità in alcuni casolari. In quelle zone erano relativamente al sicuro dalle violenze tedesche, anche se stipati in spazi angusti. In alcune frazioni la rappresaglia tedesca continuava, con requisizioni di cibo e bestiame, ed esecuzioni dei contadini che si ribellavano. Di fronte all'ennesimo sopruso, alcuni torricellani reagirono, uccidendo due tedeschi, e la reazione fu violenta.

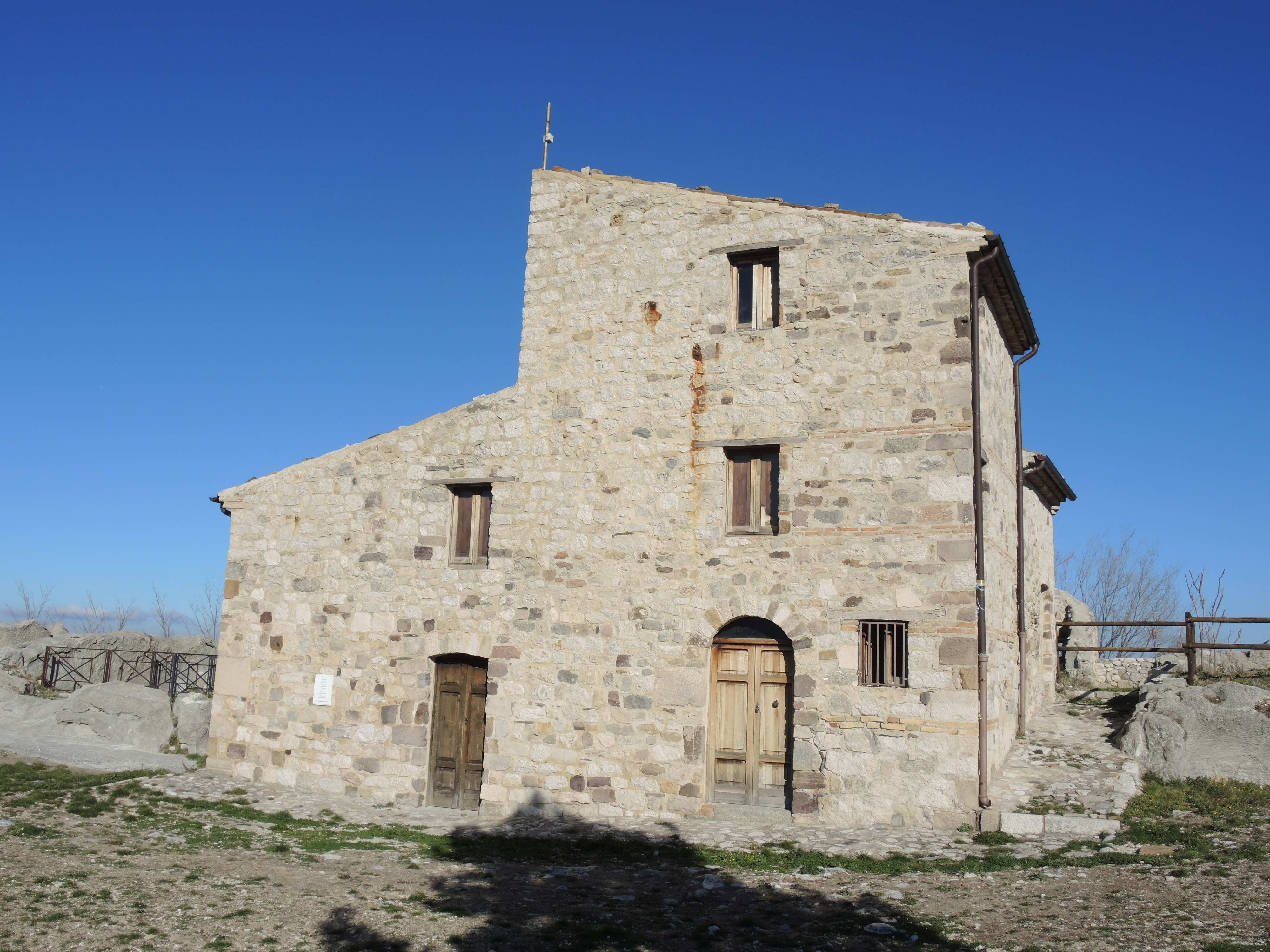
Casa del paese vecchio di Gessopalena, sede della Fondazione Brigata Maiella

La mattina del 21 gennaio 1944 alcuni sfollati di Torricella che si erano rifugiati nel villaggio Santa Giusta, di fronte a Sant'Agata, stavano tornando verso le case per recuperare del cibo, quando vennero fermati dai tedeschi con il chiaro intento di fucilarli. Dall'esecuzione sommaria, senza un perché, si salvò solo Giuseppe D'Amico, che in successive interviste, raccontò di essersi buttato nella vegetazione, mentre 4 membri della sua famiglia venivano passati per le armi. Poco distante si trovavano alcune masserie occupate da famiglie di Torricella, che avevano trovato riparto nel villaggio di Sant'Agata, presso Torricella, anche se nel territorio comunale di Gessopalena.
All'alba di questo giorno i tedeschi arrivarono, svegliando bruscamente i civili, obbligandoli a radunarsi in una sola abitazione. Alcuni civili si ribellarono, venendo fucilati, mentre la gente veniva ammassata nell'edificio, e le porte bloccate in modo da non essere sfondate. Una trentina di bombe a mano vennero lanciate all'interno della casa, provocando morti e feriti, oltre alla creazione di una voragine nel terreno, finendo nel granaio. I tedeschi rientrarono nel casolare, controllando minuziosamente se tutte le persone fossero morte, o fingessero di esserlo, come verrà precisato, e cosparsero i morti di paglia e liquido infiammabile per incendiare il tutto. Le testimonianze di Nicoletta Di Luzio, il fratello Leonardo e il piccolo Antonio possono fornire un chiaro resoconto della barbarie nazista, poiché si erano salvati dalla strage. Nicoletta infatti testimonia che Leonardo venne direttamente fucilato sulla porta, lei si salvò coprendosi con un cadavere, e il fratellino Antonio si riparò nella mangiatoia. Nicoletta, allora di soli 16 anni e il fratello Antonio fuggirono dal casolare in fiamme e riuscirono a chiedere aiuto ai gessani, venendo poi curati all'ospedale di Vasto.
Le morti totali del cosiddetto "eccidio di Sant'Agata", furono 42, e rimasero esposti alle intemperie per alcuni giorni, per poi essere sepolti con rito cristiano.
Oltre alla distruzione morale della popolazione, si può contare anche una distruzione quasi totale del patrimonio artistico di Gessopalena, soprattutto nella parte di Terravecchia, dove andarono perse la chiesa-abbazia di Sant'Egidio, la chiesa di Sant'Antonio di Padova, di cui resta la facciata in piedi, il castello medievale. Rimane la parte nuova del paese, concentrata sul piazzale con il Monumento ai Caduti, e con le chiese di Santa Maria Maggiore (che conserva il portale della chiesa di Sant'Egidio) e la chiesa della Madonna dei Raccomandati, sede parrocchiale.

### Ricostruzione post bellica e avvenimenti attuali
In seguito alla liberazione, il paese andò ad espandersi fuori dalla porta d'ingresso di "A monte per la terra", creando dei nuovi quartieri lungo la Via del Popolo. Man mano la gente il borgo (il cosiddetto centro storico di Gessopalena) si andò spopolando ove rimasero i poveri, i vecchi, gli ebrei e qualche artigiano fino a che, nel 1959 il borgo non fu definitivamente abbandonato. L'abitato attuale infatti si sviluppa attorno a piazza Roma, dove si affaccia la parrocchiale della Madonna dei Raccomandanti, un tempo in zona periferica; in seguito si sviluppa a serpentone lungo via Peligna, via del Popolo e via della Pace, salendo lungo la strada per Torricella, oppure un piccolo nuovo quartiere degli anni '90 è stato creato seguendo a sud la strada di via Garibaldi e via Brigata Maiella, dove è stato realizzato un piazzale commemorativa al partigiano Domenico Troilo.
Negli anni '90 il borgo antico fu recuperato, con il patrocinio dell'associazione culturale "Terre del Sangro - Aventino", per uso turistico, una casa abbastanza conservata è stata scelta simbolicamente come sede amministrativa del Corpo volontari "Brigata Maiella", che ha il compito di ricordare gli avvenimenti bellici nel territorio del Sangro-Aventino, e di promuovere attività rievocative culturali. È stato deciso di non ricostruire il paese ex novo, ma di mantenere in buono stato gli edifici già danneggiati dai tedeschi, e di lasciarli nella loro forma mutila (chiese comprese), per educare i giovani e i turisti al ricordo della strage nazista di Sant'Agata. Solo la facciata della vecchia chiesa di Sant'Egidio è stata semi ricostruita per anastilosi, invece l'accesso alla chiesa di Sant'Antonio di Padova è stata murata per impedire atti vandalici. Il paese solitamente viene usato per le tradizioni feste del Natale e della Settimana Santa come location a carattere suggestivo.

### Simboli
Lo stemma e il gonfalone del comune sono stati concessi con decreto del presidente della Repubblica del 4 settembre 1969.
estremità bifide, il motto E proprio lapide ("Dalla propria pietra").»
Nello stemma è raffigurato, su cinque colline, l'abitato antico con l'inconfondibile torre campanaria.
Il gonfalone è un drappo partito di bianco e di verde.

## Monumenti e luoghi d'interesse

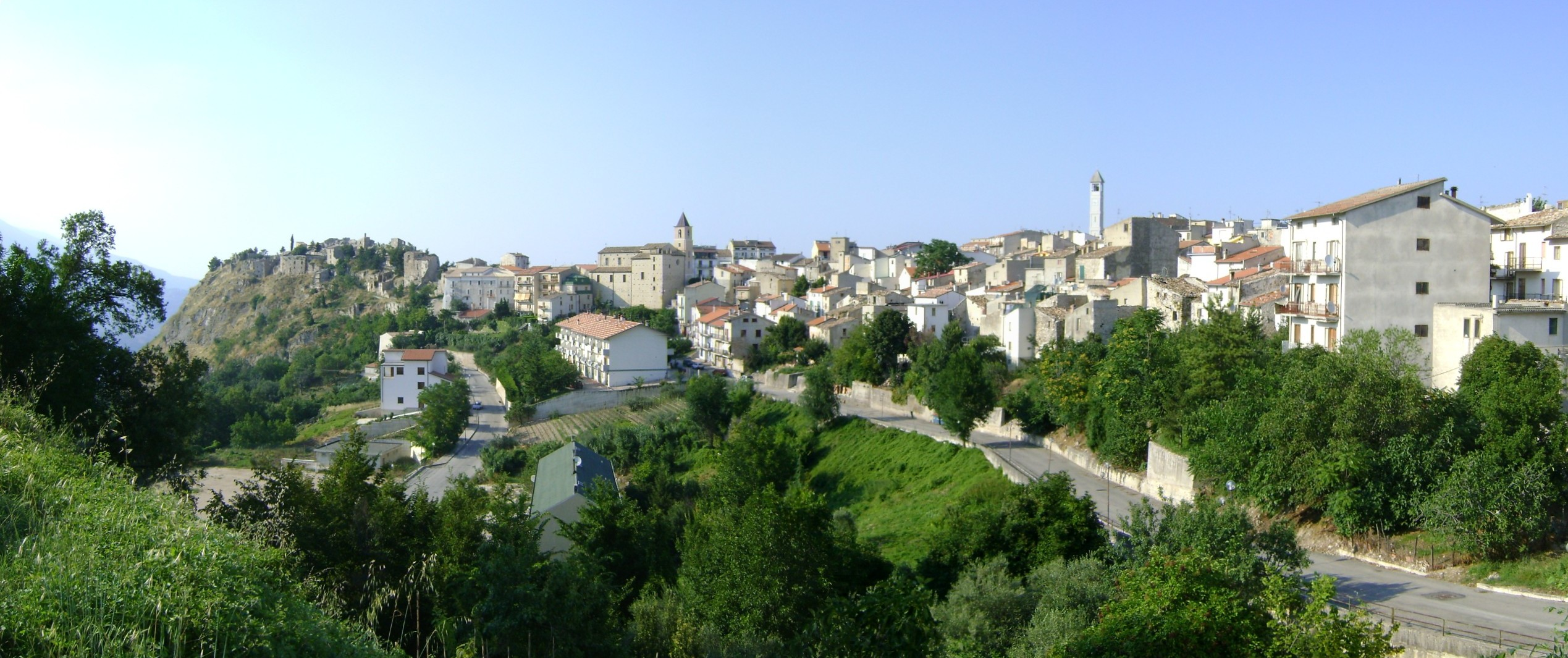
Il borgo antico di Gessopalena vecchia (sullo sperone di sinistra) e Gessopalena nuova

Il centro storico gessano oggi è ridotto in macerie, lasciate allo stato di devastazione dopo la distruzione operata dai nazisti nel dicembre 1943, quando minarono casa dopo casa per evitare rifornimenti degli alleati,  e facendo sfollare la popolazione.  I ruderi dunque sono una testimonianza "archeologica" del secolare passato di Gessopalena, come borgo fortificato sopra uno sperone di gesso, fonte di lavoro per gli abitanti.
Il borghetto, delimitato da via Castello, principale ingresso da via Roma, è detto anche "rione Terravecchia", per distinguerlo dal quartiere Terranova, sviluppatosi dall'Ottocento in poi attorno all'ex monastero dei Francescani di Santa Maria dei Raccomandati, delimitato da via Garibaldi, via Roma, Piazza Roma e Largo Marino Turchi, via Peligna, via del Popolo.
Il punto di incontro tra i due quartieri è dato dalla strada via Roma-strada Municipio-via Castello, con l'accesso alla torretta dell'orologio dello storico palazzo comunale, accanto alla chiesa di Santa Maria Maggiore. Il borgo vecchio prima della distruzione nazista era stato già seriamente danneggiato dal terremoto della Maiella del 26 settembre 1933, che provocò il crollo di varie case,  e lesioni serie al tetto della chiesa di Sant'Egidio, nel cuore del borgo.
Oggi il paese antico è utilizzato come luogo della memoria, un casale è sede della Fondazione Brigata Maiella, inoltre viene usato come location per l'annuale notte bianca e per la processione del Venerdì santo.

### Monumenti principali

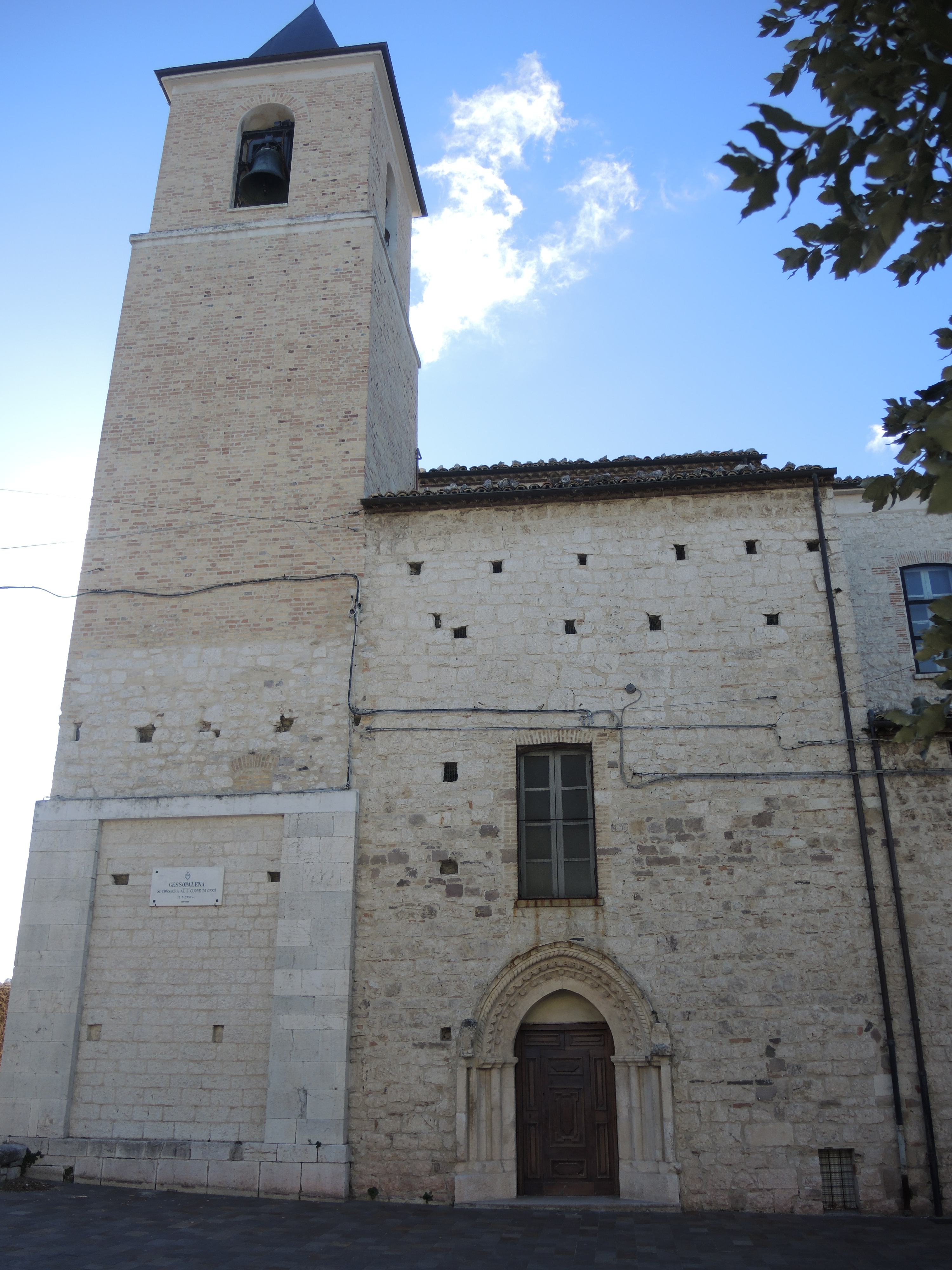
Chiesa di Santa Maria Maggiore,laterale, col portale gotico

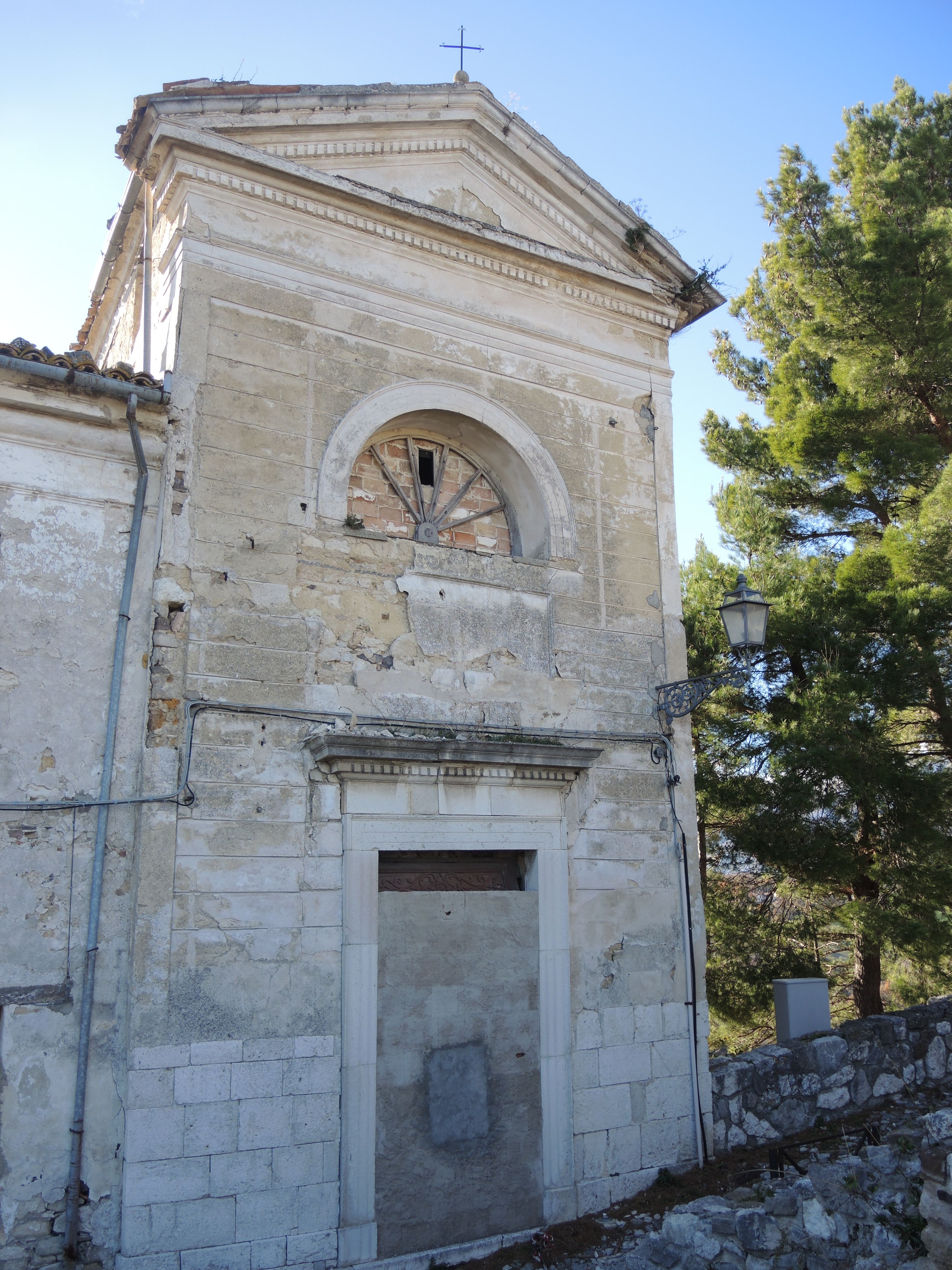
Ex cappella di Sant'Antonio all'ingresso del borgo vecchio

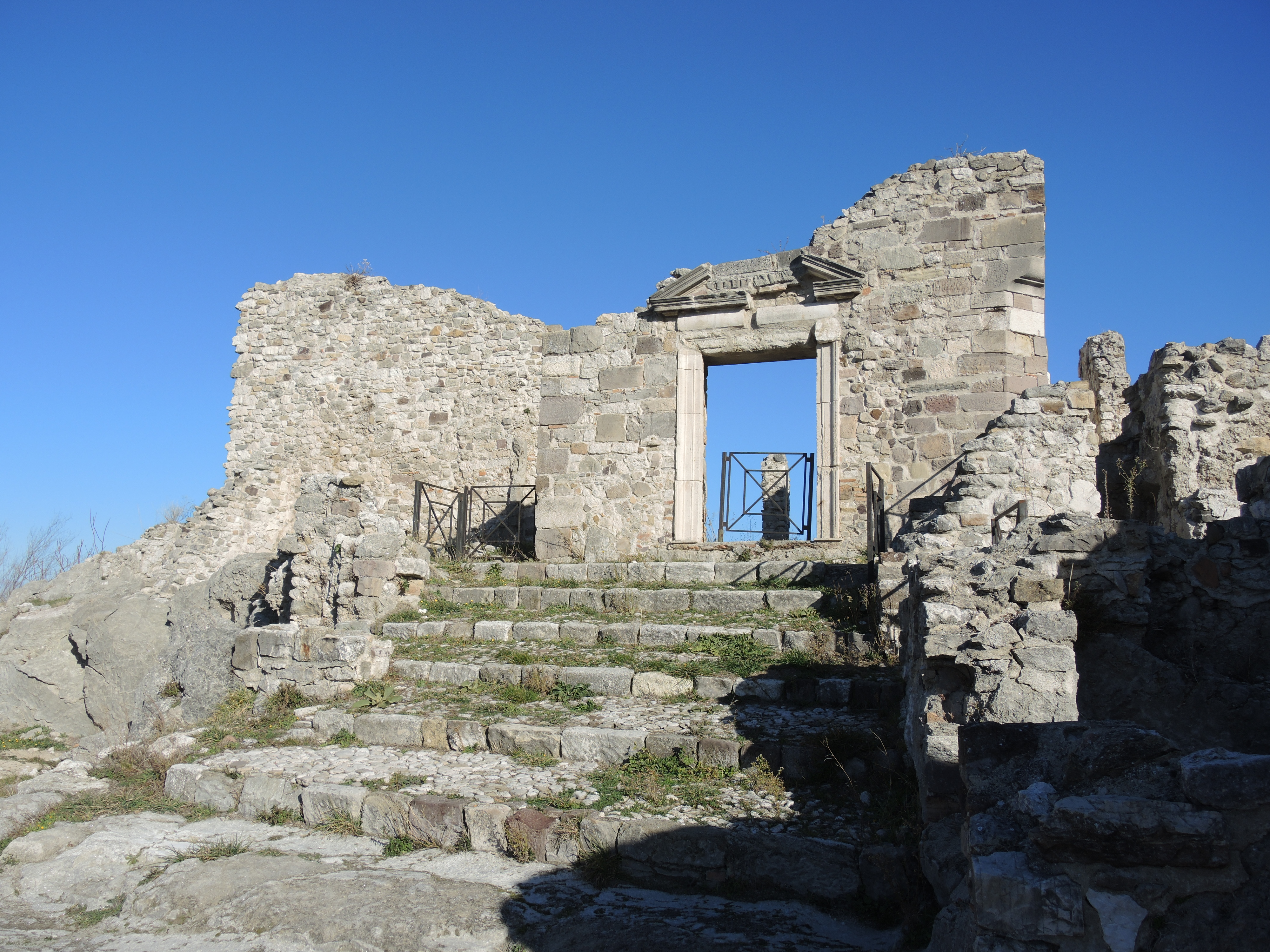
Facciata ricostruita della chiesa di Sant'Egidio, nel borgo vecchio

Chiesa della Madonna dei RaccomandatiTempio cristiano maggiore del borgo, sede della parrocchia, affacciato su  piazza Roma. La chiesa ha origini romaniche, risalente al XIII secolo, sede del monastero dei Francescani fuori le mura. Il portale laterale strombato romanico proviene dalla chiesa di Sant'Egidio dentro il borgo, andata distrutta dai tedeschi. Nel XVII secolo fu ampliata dalla confraternita dei francescani. Dopo la seconda guerra mondiale fu aggiunto il campanile in pietra, una svettante torre, il campanile originario infatti è semplice,  a vela. La chiesa ha pianta basilicale con facciata restaurata in stile neoclassico, per quanto riguarda l'aspetto del portale, del finestrone dell'architrave a timpano triangolare. Il portale laterale romanico ha forti strombature, poggia su capitelli fogliati, e aveva un affresco nella lunetta. Negli anni 60 del '900 è stato aggiunto uno svettante campanile turrito quadrangolare con orologio, visibile a km di distanza. L'interno è a tre navate gotiche, con abside semicircolare, decorato da un trittico della Madonna della Misericordia del XVI secolo.

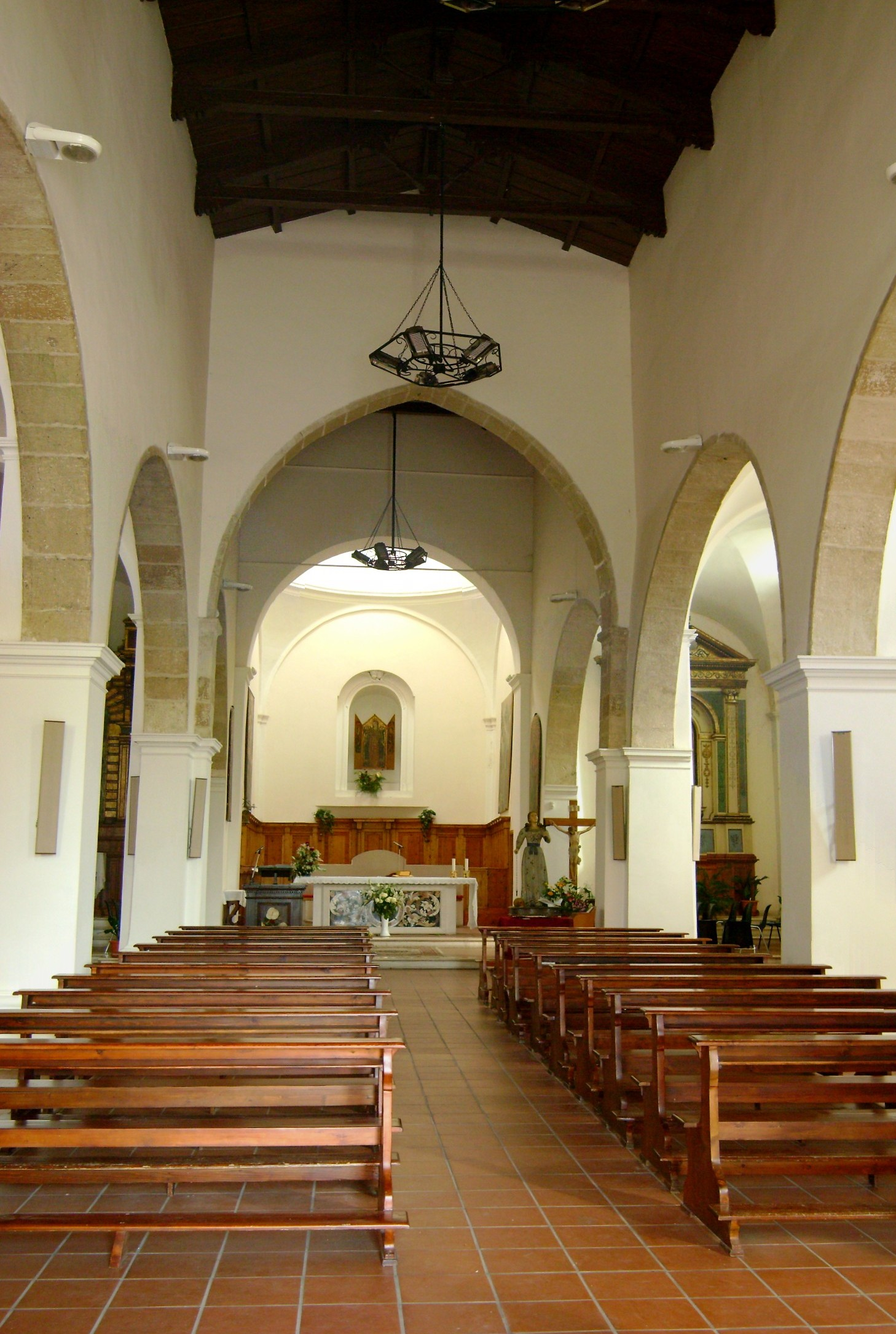
Interno della chiesa della Madonna dei Raccomandati

Chiesa di Santa Maria MaggioreChiesa alle porte del paese vecchio, lungo via Roma, con la facciata in corrispondenza della torre dell'orologio dell'ex Comune, alla confluenza con via Garibaldi. La chiesa risale al XII secolo, ed ha struttura massiccia e fortificata, perché poggia sullo sperone roccioso dislocato che racchiude il borgo vecchio. La facciata è tripartita da paraste, con portale gotico laterale opera di maestri di Pennapiedimonte, montato dalla chiesa dell'Annunziata, distrutta nella seconda guerra mondiale. Il campanile è una semplice torre a cuspide. L'interno è a tre navate tardobarocche.
Chiesa di Sant'EgidioSi trova nel borgo medievale, e faceva parte di un complesso abbaziale. Già danneggiata dal terremoto della Maiella del 1933, nel 1943 fu fatta saltare in aria dai tedeschi. Oggi a causa delle distruzioni della guerra rimane la pianta di base, con metà della facciata in pietra, che conserva il portale rinascimentale a timpano spezzato.
Chiesa di Sant'Antonio (o dei Tozzi)Piccola cappella ottocentesca in stile neoclassico, situata all'ingresso del borgo medievale, da via Castello. L'accesso è murato per impedire atti vandalici, la facciata ornata da finestra a ventaglio,  l'architrave è a timpano triangolare.
Borgo Antico o MedievaleIl borgo è sito su un crinale di una roccia, accessibile da via Castello, seguendo via Garibaldi o via Roma, ed è costituito da abitazioni poste su vie parallele che seguono l'andamento del terreno. Attualmente gli edifici sono tutti distrutti e ne restano i locali interrati nella roccia di gesso talvolta scavato per creare i locali all'uopo così come sono state create sulla nuda roccia le scale, nicchie e camini. Gli edifici erano addossati gli uni agli altri. Spesso i muri sono realizzati in gesso misto a pietra calcarea ed arenaria uniti da uso copioso di malta, nelle rimanenti case viene utilizzato del laterizio come in alcune mostre intorno a porte e finestre.
Infatti il paese è un museo all'aperto noto come "Museo Borgo del Gesso".
Resti di mura megaliticheSono siti in località Monte San Giuliano presso la grotta del Diavolo., in direzione di Torricella Peligna.

### Architetture secondarie
Chiesa dell'Annunziata
Sita nel Borgo medievale presso la suddetta chiesa di Sant'Egidio. Ne restano pochi ruderi oltre il portale risalente al Trecento che è stato rimontato sul muro laterale della chiesa di Santa Maria Maggiore.
Chiesa della Madonna del Rosario
Sita nel borgo medievale presso la suddetta chiesa si Sant'Antonio o dei Tozzi e restano pochi ruderi. Fino al 1956 suonava ancora il campanile.
Chiesa di San Rocco
Sita nella salita san Rocco vicino al Borgo medievale. Ancora intatta, è una cappella rurale tardo ottocentesca in stile neoclassico semplice, con esterno in pietra a vista, e campanile a vela.
Palazzo Pellicciotti
Sito in Via del Popolo. Ne restano dei ruderi tra cui il portale.
Palazzo Persiani
Sito nel Borgo medievale presso la porta d'ingresso.
Palazzo Tozzi
Anch'esso sito nel Borgo medievale presso la chiesa di Sant'Antonio. Ne restano solo ruderi.
Fontana dell'Italia
Sita nella piazza centrale del paese, piazza Roma. Oggi è ancora ammirabile nello stile antico, dato che è riuscita a scampare alle devastazioni della seconda guerra mondiale. Nel centro della vasca, avente forma di conchiglia, è posta una statua raffigurante l'Italia, realizzata da Carlo Fontana (scultore) nel 1921.
Monumento alla Resistenza
Sito nella parte più alta del Borgo medievale diroccato. È stato realizzato recentemente, per commemorare la strage nazista dei civili di Gessopalena nel 1943. È costituito da un cippo con un'iscrizione con dei versi di Carlo Bernani.

### Aree naturali

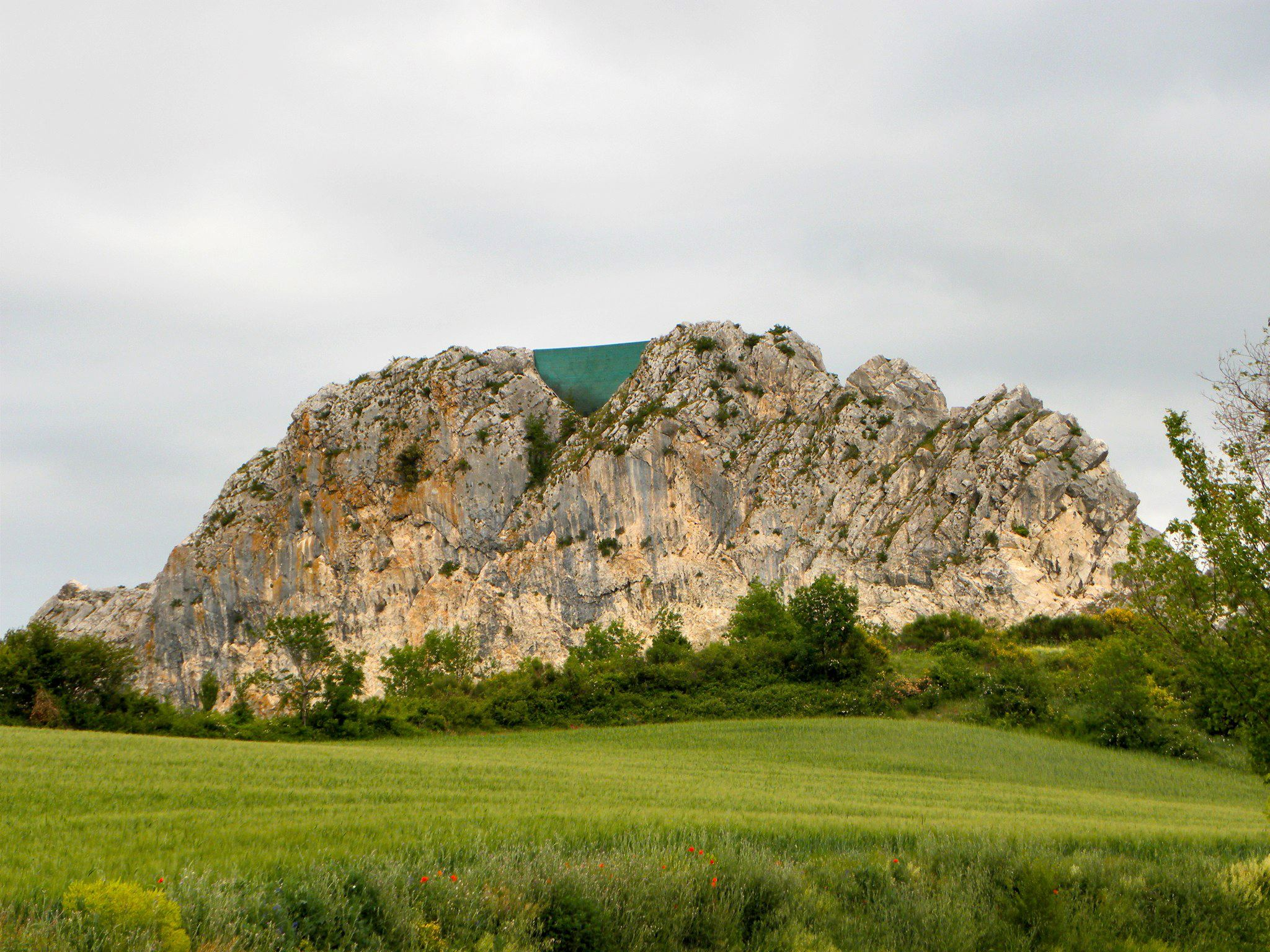
La Morgia

#### La Morgia
Questo masso, chiamato dagli abitanti locali lu leon per via della somiglianza ad un leone accucciato, è stato utilizzato da sempre per estrarre pietre da costruzione.
Una leggenda popolare, raccolta sia da Giovanni Pansa che da Gennaro Finamore, antropologi abruzzesi, vuole che il masso sarebbe stato spostato in loco dal gigante Sansone, lasciando anche delle impronte mastodontiche di piedi sul terreno.
Fino al XIV secolo ai piedi dello sperone di roccia sorgeva un paesino chiamato "Pesco Rottico", abbandonato dopo l'epidemia di peste del XIV secolo. Lo si trova percorrendo la strada della via Peligna, in direzione di Torricella Peligna.
Sono stati rinvenuti nei dintorni reperti italici e romani.
Nel dopoguerra la pietra della Morgia è stata utilizzata per ricostruire Gessopalena e i paesi nei dintorni. Nel 1998 l'artista greco Costas Varotsos installò sul masso l'opera "Orizzonti".

#### Lago Sant'Angelo
Il lago artificiale, creato negli anni '50, si trova in una conca tra i comuni di Gessopalena, Casoli e Civitella Messer Raimondo. Si trova ufficialmente nel territorio del comune di Casoli, in località La Torretta, raggiungibile anche da una traversa posta lungo la S.P. 107 Gessopalena e Casoli nei pressi della frazione Macchie.
Altra area naturale è la villetta di Piazza Roma, nel baricentro del paese, e il parco dedicato all'eroe di guerra Domenico Troilo, nell'omonimo piazzale, seguendo via Garibaldi.

## Società

### Evoluzione demografica
Abitanti censiti

### Etnie e minoranze straniere
Gli stranieri residenti a Gessopalena al 1º gennaio 2011 sono 139 e rappresentano l'8,6% della popolazione residente.
La comunità straniera più numerosa è quella proveniente dalla Romania con il 63,3% di tutti gli stranieri presenti sul territorio, seguita dall'Albania (9,4%).
| Paese       | Numero |
| ----------- | ------ |
| Romania     | 88     |
| Albania     | 13     |
| Ucraina     | 9      |
| Brasile     | 7      |
| Regno Unito | 6      |

### Cultura
A Gessopalena si trova il teatro "Gennaro Finamore", edificio comunale con biblioteca, dedicata al folklorista locale Gennaro Finamore. Tutto il centro storico medievale distrutto dai tedeschi nel 1943-44 costituisce il Museo del Gesso all'aperto.
Nel 1982 la Rai ha girato uno sceneggiato di 90 min, diviso in 3 puntate, per la regia di Vincenzo Bozzi, intitolato " Quande l'amore 'mpazzire te fa' ", che racconta le vicende del brigantaggio postunitario nel paese abruzzese.
Gessopalena ha dato molto al fenomeno bandistico abruzzese. Diversi musicanti hanno dato lustro al paese in giro per l'Abruzzo e il Sud Italia. Nel 2013 si svolse un convegno a Pianella (PE) dove si ricordò la figura di Luigi Marchetti, studiata dallo storico Alessandro Morelli. Recentemente in un articolo si ricorda che Gessopalena avesse due bande musicali nel 1895.

### Tradizioni e folclore
Secondo una leggenda popolare la Morgia era uno sperone della Maiella, staccato dall'eroe biblico Sansone e posto da lui nella sua posizione attuale.
Sansone colpì il masso con una ginocchiata e diede vita al fiume Aventino da una sua minzione.
Il mito ha un fondo di verità: la Morgia è infatti un masso staccatosi dalla Maiella nella preistoria e rotolato a valle.

#### Carnevale morte
È d'uso, in quasi tutti i Comuni del circondario, rappresentare nel giorno delle ceneri il funerale di Carnevale; una specie di appendice alle manifestazioni carnascialesche. A Gessopalena il funerale a Carnevale, chiamato "Carnevale morte", ha un significato del tutto particolare: la manifestazione prequaresimale viene personificata, diventa umana.
L'avvenimento è atteso e sentito da tutta la popolazione, perché attraverso i discorsi dei vari personaggi ormai codificati, tra cui: Medico, Sindaco, Notaio, Cardinale, Prete, Coconia, si approfitta di fare della satira bonaria su fatti e avvenimenti accaduti a personaggi più o meno in vista e caratteristici del paese.
Questa tradizione si perpetua nel tempo per merito di particolari personaggi vissuti nel passato che hanno consegnato, per così dire, il testimone alle generazioni successive.
In questi passaggi successivi la manifestazione si è vieppiù trasformata ed arricchita di personaggi e di significati. L'origine di "Carnevale morte" non è certa.

### Il Venerdì santo
Dal 1965 a Gessopalena si svolge una processione dedicata alla morte di Cristo in croce, che negli anni ha attirato pellegrini da buona parte della provincia di Chieti. I ruderi del borgo vecchio sono usati come set scenografico per la rievocazione teatrale sacra in costume,  in cui dal Giovedì santo, si celebra presso le case antiche,  con attori del paese, l'Ultima Cena e la cattura di Cristo, con il processo al Tempio. Il Venerdi santo, dopo cena la rappresentazione riprende con la processione che parte dalla chiesa della Madonna dei Raccomandati, che passa per via Roma, fino al borgo antico, con la rappresentazione della Crocifissione.

## Amministrazione
| Periodo        | Periodo        | Primo cittadino         | Partito                               | Carica  | Note          |
| -------------- | -------------- | ----------------------- | ------------------------------------- | ------- | ------------- |
| 23 aprile 1995 | 13 giugno 1999 | Antonio Mario Innaurato | Lista civica di Centro-sinistra       | Sindaco | [ 16 ]        |
| 14 giugno 1999 | 12 giugno 2004 | Domenico Manzi          | Lista civica di Sinistra              | Sindaco | [ 17 ]        |
| 13 giugno 2004 | 25 maggio 2014 | Antonio Mario Innaurato | Lista civica Comunità Aperta          | Sindaco | [ 18 ] [ 19 ] |
| 26 maggio 2014 | 25 maggio 2019 | Andrea Lannutti         | Lista civica Gessopalena in Movimento | Sindaco | [ 20 ]        |
| 26 maggio 2019 | 9 giugno 2024  | Mario Zulli             | Lista civica Siamo Gessopalena        | Sindaco | [ 21 ]        |
| 9 giugno 2024  | in carica      | Mario Zulli             | Lista civica Siamo Gessopalena        | Sindaco | [ 22 ]        |

### Gemellaggi
- Porto San Giorgio
- Cupramontana
- Sambreville

## Sport

### Calcio
La principale squadra di calcio è l'Atletico Gipsy. I colori sociali sono Verde e Bianco. Nel 2010 il Club Atletico Gipsy nasce sotto la direzione del Presidente Domenico Manzi e del Vice Presidente Domenico Larcinese che riunirono un nutrito gruppo di giovani del territorio di Gessopalena e dei paesi limitrofi, aprendosi anche a quei giovani stranieri che hanno deciso di vivere nel paesino abruzzese. Nella prima stagione disputata l'Atletico Gipsy ha partecipato al campionato di Serie D di Calcio a 5.
Dal 2011 il Club Abruzzese s'iscrive al campionato di Terza Categoria nel girone B della Provincia di Chieti. Nella stagione 2012-2013 la squadra vince il Campionato provinciale di 3ª categoria girone b.

### Impianti sportivi
- Stadio Comunale "Maracanala"
- Palestra Comunale
- Campo per Calcio a 5